# Вбивство Шані Лук
7 жовтня 2023 року, після різанини на музичному фестивалі в Реїмі 22-річна німецько-ізраїльська татуювальниця та інфлуенсерка Шані Ніколь Лук зникла безвісти. Ця подія привернула увагу громадськості, коли незабаром після нападу широко поширилося відео, на якому видно, як її, здавалося, непритомну, перевозять вулицями Гази бойовики ХАМАС у кузові пікапа. Описане експертами з безпеки та коментаторами як пропаганда ХАМАС у соціальних мережах, воно стало одним із перших вірусних відео атаки ХАМАСу на Ізраїль у жовтні 2023 році. Увага до її справи значно зросла після того, як її мати, яка згодом повідомила, що отримала інформацію про те, що Шані жива і перебуває в лікарні Гази, звернулася за допомогою до уряду Німеччини.
За даними німецької влади, її вважали однією з восьми громадян Німеччини, взятих у заручники під час війни. 30 жовтня 2023 року Армія оборони Ізраїлю повідомила матір Лук Рікарду, що ДНК її доньки було ідентифіковано за фрагментом черепа на місці бійні в Реїмі, що свідчить про те, що вона відразу померла 7 жовтня.
Деякі журналісти пов'язують поширення відео з розслідуваннями, проведеними Єврокомісією проти Twitter у 2023 році за дозвіл розповсюдження незаконного контенту.

## Передумови
Шані Лук народилася 7 лютого 2001 року в сім'ї ізраїльтянина та німкені, матері Рікарди Лук, яка жила в Равенсбурзі в Німеччині та переїхала до Ізраїлю на початку 1990-х років. Лук та її родина переїхали до Портленда, штат Орегон, на початку 2000-х років, де вона відвідувала дитячий садок Портлендської єврейської академії. Згодом Шані оселилася в Тель-Авіві, де працювала тату-майстром, а також мала прихильників як інфлюенсерка в Instagram.

## Події під час різанини на музичному фестивалі в Реїмі
7 жовтня 2023 року, відразу після вторгнення бойовиків ХАМАС на територію Ізраїлю з Сектора Гази, вони вчинили різанину на музичному фестивалі Supernova Sukkot Gathering. Захід був психоделічним транс-фестивалем під відкритим небом, який збігався з єврейським святом Сукот і відбувся на західному боці пустелі Негев, приблизно за 5 км від бар'єру Газа-Ізраїль, поблизу кібуцу Реїм.
Лук перебувала на фестивалі в компанії свого хлопця, громадянина Мексики. Після того, як пролунала тривога попередження про червоний колір небезпеки внаслідок ракетної атаки, Лук поговорила по телефону зі своєю матір'ю, сказавши, що є кілька місць, де можна сховатися, і що вона спробує знайти одне з таких. Згодом вона зникла.

## Вірусне відео
За словами експертів з питань безпеки, опитаних Agence France-Presse, оприлюднення відео разом з іншими відео, на яких зображені мертві або захоплені цивільні особи, має характер навмисної та витонченої пропаганди, спрямованої на те, щоб викликати у населення почуття «безпорадності, паралічу та приниження». Від так, вірусне поширення таких матеріалів спричиняє розширення наративів, бажаних для ХАМАС. Незважаючи на те, що ХАМАС заборонено в Твіттері як терористичну організацію, деякі з його пропагандистських відео поширюються там після того, як їх перепостили з однієї платформи на іншу. Одним із таких відео журналістами обговорювалося відео, на якому можна розпізнати Шані Лук. Разом з іншим вмістом, пов'язаним з ХАМАС, це спонукало Європейську комісію попередити власника Twitter Ілона Маска про незаконність надання дозволу на поширення незаконного контенту, а потім, 12 жовтня, розпочати розслідування проти Twitter за поширення «насильницького та терористичного контенту» й інших форм незаконного контенту.
У колонці Нью-Йорк таймс Ніколас Крістоф обговорював це відео як приклад численних психоемоційних травм, які пережили жителі єврейські громади після нападів. За словами коментатора Боббі Ґоша, ХАМАС швидко випустив пропагандистські відео, бажаючи першими досягти успіхів у психологічній війні; однак відео, на якому показано Лук, не деморалізувало ізраїльське суспільство; натомість «поводження з нею з боку [її] викрадачів викликало надмірну відразу та засудження, і зміцнило рішучість Ізраїлю до відплати».

## Заяви матері та звернення родини до Ізраїлю та Німеччини
У деяких перших повідомленнях ЗМІ повідомлялося, що Шані Лук була вбита, і що на відео зображено її бездиханне тіло. Як пише The Times of Israel, «тоді здавалося ймовірним, що Лук уже немає в живих». Її мати, Рікарда Лук, звернулася за допомогою до німецького уряду, оскільки сім'я вважала, що Шані все ще жива. Рікарда сказала, що вона отримала інформацію від друга сім'ї в секторі Газа про те, що Лук лікується в лікарні в Газі через серйозну травму голови і перебуває в критичному стані. У пізнішому звіті Human Rights Watch говорилося, що на основі відеозапису родина вважає, що Лук отримала серйозну травму голови. Рікарда також отримала повідомлення від банку про те, що кредитна картка Шані була використана 8 жовтня біля лікарні Індонезії в Газі.
13 жовтня під час візиту до Ізраїлю міністр закордонних справ Німеччини Анналена Бербок зустрілася з Рікардою та іншими членами сімей викрадених, які мають німецьке громадянство. Після зустрічі Рікарда виступила на прес-конференції, заявивши, що німецько-ізраїльські громадяни отримають підтримку з боку Німеччини, і що уряд Німеччини «справді серйозно занепокоєний» та «намагається знайти рішення». Бербок сказала, що Німеччина «підтримує зв'язок з усіма політиками, які мають контакти з ХАМАС», щоб надіслати повідомлення про те, що заручників необхідно звільнити. Члени сімей, включаючи Лук, згодом зустрілися з канцлером Німеччини Олафом Шольцем під час його візиту солідарності до Ізраїлю 17 жовтня 2023 року. Німецька влада зарахувала Шані Лук до числа восьми громадян Німеччини, взятих у заручники під час війни. Друзі та члени родини Лук брали участь у громадській кампанії з метою вплинути на те, щоб уряд поставив порятунок заручників під час наступу на Газу як найвищий пріоритет.

## Виявлення фрагмента черепа та констатація смерті
30 жовтня Ізраїль та Німеччина підтвердили смерть Шані Лук після того, як судмедексперти знайшли кам'янисту частину скроневої кістки її черепа на дорозі, що веде з території фестивалю. Deutsche Welle та інші ЗМІ повідомили, що решту тіла досі не знайдено.
Президент Ізраїлю Ісаак Герцог заявив, що тіло Шані Лук було обезголовлене.